# Highwire
Singles de The Rolling Stones
Almost Hear You Sigh (UK) / Terrifying (US)
(1990) Ruby Tuesday (Live)
(1991)
Highwire est une chanson des Rolling Stones paru en single en 1991, puis sur l'album live Flashpoint la même année. Écrite par Mick Jagger et Keith Richards, Highwire est l'un des rares exemples où les Stones s'attaquent à des problèmes politiques - dans ce cas, les retombées de la guerre du Golfe. C'est la dernière chanson (avec Sex Drive) à être enregistrée avec le bassiste Bill Wyman avant le départ de ce dernier deux ans plus tard. Elle arrive en tête du classement single rock américain.

## Genèse et enregistrement
Mick Jagger s'est toujours senti concerné par les bouleversements politiques et sociaux du monde entier. Ici dans Highwire, il parle de la seconde guerre du Golfe qui a opposé trente-quatre Etats soutenus par l'ONU à l'Irak de Saddam Hussein. Si la raison officielle de ce conflit était l'annexion du Koweït, Mick Jagger évoque plutôt le pétrole et la vente d'armes. En une phrase, c'est le business qui se moque de la morale, même s'il admet que les dictatures doivent être remises à leur place. "To be on a highwire" signifie "être sur la corde raide".
Sur la chanson, Jagger a déclaré au moment de sa sortie: "Il ne s'agit pas de la guerre. C'est de la façon dont elle a commencé." Son frère, Chris Jagger a noté « qu'il s'agit d'un coup porté à la politique entourant la guerre du Golfe ». Keith Richards a poursuivi en disant: "Il ne s'agit pas de la guerre. Il s'agit de la façon dont vous construisez un dictateur chancelant. Vous ne pouvez pas les construire, car alors vous devez les écraser."

Les paroles de la chanson déconstruisent la préparation de la guerre et critiquent la politique qui la sous-tend :

« Nous vendons des missiles, nous vendons des chars
Nous leur accordons du crédit, vous pouvez appeler la banque
C'est juste une affaire, vous pouvez nous payer en brut
Vous adorez ces jouets, allez jouer vos querelles
Je n'ai aucune fierté, je ne sais pas à qui lécher les bottes
Nous agissons si avides, me rend malade malade malade. »

« Nous marchons sur le fil de fer
Envoyer les hommes en première ligne
En espérant qu'ils n'attrapent pas le feu de l'enfer
Avec des pistolets chauds et des mensonges froids et froids. »

La chanson est enregistrée avec Sex Drive durant la session du 7 au 18 janvier 1991 au studio The Hit Factory à Londres. C'est Mick Jagger qui se charge du riff de guitare rythmique en introduction, accompagné par la suite par ses compères guitaristes Ronnie Wood et Keith Richards, tandis que Charlie Watts assure la batterie en symbiose avec la basse de Bill Wyman. C'est la dernière session studio du groupe avec ce dernier (présent depuis la formation en 1962) qui décide de se retirer officiellement deux ans plus tard. Par la suite, le groupe enregistrera à nouveau vingt ans plus tard avec le bassiste la reprise Watching the River Flow de Bob Dylan pour l'album hommage Boogie 4 Stu en mémoire de leur ancien compère le pianiste Ian Stewart mort en 1985.
Pour la réalisation du clip vidéo de la chanson, le groupe refait appel à Julien Temple. Cependant, le bassiste est absent lors du tournage en raison des soucis conjugaux liés à son divorce avec Mandy Smith.

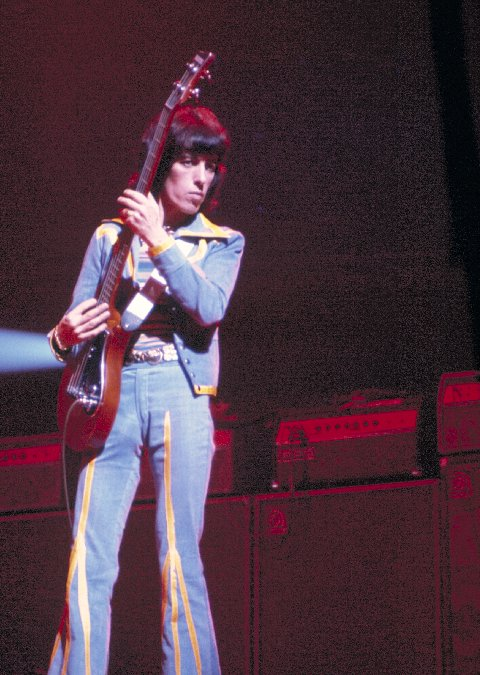
Highwire est la dernière chanson (avec Sex Drive) à être enregistrée par le groupe avec Bill Wyman (ici en 1975). Ce dernier se retire deux ans plus tard.

## Parution et réception
La chanson sort en single le 4 mars 1991 au Royaume-Uni et aux Etats-Unis avec la version live de 2000 Light Years From Home en face B. Le single atteint la vingt-neuvième place du classement tandis qu'elle est en tête de l'autre côté de l'Atlantique. Il est également disponible en Europe continentale en EP avec en plus les chansons live Sympathy for the Devil et I Just Want To Make Love To You.
La chanson est présente également avec Sex Drive à la fin de l'album live Flashpoint paru la même année. Par la suite, elle est reprise dans les compilations "best-of" officielles concernant cette période tels que GRRR! en 2012 et Honk en 2019.

## Membres
- Mick Jagger : chant, guitare rythmique
- Keith Richards : guitare rythmique et solo
- Ronnie Wood : guitare rythmique et solo
- Bill Wyman : basse
- Charlie Watts : batterie
- Bernard Fowler : chœurs
- Mark Stent et Charlie Smith : ingénieurs du son

## Charts
| Chart (1991)                            | Peak position |
| --------------------------------------- | ------------- |
| Australie (ARIA)                        | 54            |
| Autriche (Ö3 Austria Top 40)            | 23            |
| Belgique (Flandre Ultratop 50 Singles)  | 13            |
| Canada (Top Singles)                    | 10            |
| Europe (Eurochart Hot 100)              | 21            |
| Finlande (Suomen virallinen lista)      | 4             |
| France (SNEP)                           | 28            |
| Allemagne (Media Control AG)            | 27            |
| Irlande (IRMA)                          | 16            |
| Pays-Bas (Nederlandse Top 40)           | 8             |
| Pays-Bas (Single Top 100)               | 6             |
| Nouvelle-Zélande (RMNZ)                 | 32            |
| Norvège (VG-lista)                      | 4             |
| Portugal (AFP)                          | 4             |
| Suède (Sverigetopplistan)               | 14            |
| Suisse (Schweizer Hitparade)            | 14            |
| Royaume-Uni (UK Singles Chart)          | 29            |
| États-Unis (Hot 100)                    | 57            |
| États-Unis (Alternative Songs)          | 28            |
| États-Unis (Mainstream Rock)            | 1             |
| États-Unis AOR Tracks (Radio & Records) | 1             |

| Chart (1991)              | Position |
| ------------------------- | -------- |
| Canada Top Singles (RPM)  | 89       |
| Pays-Bas (Dutch Top 40)   | 82       |
| Pays-Bas (Single Top 100) | 75       |